# Natalia Toledo
Natalia Toledo   (Juchitán de Zaragoza, 17 de novembre de 1967) és una poetessa mexicana que escriu en castellà i zapoteca.
El seu treball va ajudar a despertar l'interès per la llengua zapoteca. Ida Kozlowska-Day afirma que Toledo és «una de les poetesses contemporànies més reconegudes en les llengües natives de Mèxic».

## Joventut i educació
Toledo Paz va néixer a Juchitán de Zaragoza, Oaxaca (Mèxic). És filla del pintor Francisco Toledo i germana del doctor Lakra. Fins que ella tenia set anys d'edat i es va traslladar a Ciutat de Mèxic, Toledo Paz va viure en una comunitat on el zapoteca era la llengua principal que es parlava.
Toledo Paz ha estat escrivint des de petita. Toledo Paz va estudiar a la Casa de la Cultura de Juchitán i a la Societat General d'Escriptors de Mèxic (SOGEM).

## Carrera professional
L'obra de Toledo Paz s'ha preocupat per les dones i la seva relació amb el medi ambient. La seva escriptura, juntament amb l'ús de la llengua zapoteca per part d'altres escriptors en la seva obra, ha ajudat a augmentar la demanda a Mèxic per fer més visibles les cultures indígenes. A Toledo Paz li agrada utilitzar la llengua zapoteca perquè considera que té «una gran sensibilitat estètica per crear imatges i bellesa».
Toledo Paz també ha col·laborat amb el seu pare, Francisco, per crear contes infantils, com Pies ligeros (2007).
Toledo Paz ha estat membre del Fons Nacional per a la Cultura i les Arts (FONCA) (1994–1995; 2001–2002) i del Fons Estatal per a la Cultura i les Arts d'Oaxaca (FOESCA) (1995–1996).
És la presidenta del Patronat de la Casa de la Cultura de Juchitán de Zaragoza. També és col·laboradora de les revistes de Blanco Móvil, Equis, Estuaire, Generación, Guchachi’ reza, La Jornada, La palabra florida, Plural, Río Grande Review, Sable, Viceversa, Voices of Mexico, Zurda, entre d'altres.
El 2004, Natalia Toledo escriu Guie´ Yaasé (Olivera negra) pel qual rep el premi Nezahualcóyotl de Literatura, únic premi nacional de la literatura indígena contemporània a Mèxic.
El 2018 va ser nomenada subsecretària de Diversitat Cultural per Alejandra Frausto Guerrero (2018-2024).

## Obres

### Poesia
- Paraíso de fisuras (en castellà).  Consejo Estatal para la Cultura y las Artes de Oaxaca, 1990. Junt amb Rocío González
- Ca guna gu bidxa, ca guna guiiba' risaca (Dones del Sol, dones d'or) (en zapoteca).  Instituto Oaxaqueño de las Culturas, 2002.
- Guie' yaase (Olivera negra) (en zapoteca).  CONACULTA, 2004.
- Xtaga be'ñe (Flor d'aiguamolls) (en zapoteca).  Instituto Oaxaqueño de las Culturas, 2004.
- Guendaguti ñee sisi (La mort de Peus Lleugers) (en zapoteca).  Fondo de Cultura Económica, 2005.

### Antologies
- Flores Cortés, Demián. Palimpsesto (en castellà).  Ediciones Bi'cu', 1993.
- Saavedra, Aurora Mayra. Las divinas mutantes (en castellà).  UNAM, 1996.
- Antología de poetas de Tierra Adentro (en castellà).  TELAM Nava, l997.
- Historia de Arte de Oaxaca (en castellà). III.  Gobierno del Estado de Oaxaca, 1997.
- Flores, Miguel. Toledo: la línea metafórica (en castellà).  Ediciones Oro de la Noche/FONCA, 1998.
- Cruz, Víctor de la. Guie' sti' diidxazá (La flor de la paraula) (en zapoteca).  UNAM, 1999.
- Bennholdt-Thomsen, Verónika. Juchitán-Mexikos stad der fra un (en alemany).  Alemanya: Frederking & Thaler, 2000.
- Memoria del XII Festival Internacional de Poesía de Medellín (2002), Colòmbia.
- Torre, Mónica de la; Wiegers, Michael. Reversible Monuments: Contemporary Mexican Poetry (en anglès).  Estats Units d'Amèrica: Copper Canyon Press, 2002.
- Montemayor, Carlos; Mortiz, Joaquín. La voz profunda, antología de literatura mexicana en lenguas indígenas (en castellà), 200.
- Montemayor, Carlos; Frischmann, Donald. 'Words of the True Peoples. Anthology of Mexican Indigenous-Language Writers (en anglès).  University of Texas Press, 2006.

## Premis
- Premi Nezahualcóyotl de Literatura 2004.[10][11]